# Smush Parker
Pour les articles homonymes, voir Parker.
William Henry « Smush » Parker dit Smush Parker, né le 1er juin 1981 à New York aux États-Unis, est un joueur américain de basket-ball évoluant au poste de meneur.
Il effectue une partie de sa carrière en NBA aux Clippers de Los Angeles, au Heat de Miami, aux Lakers de Los Angeles, aux Suns de Phoenix, aux Pistons de Détroit et aux Cavaliers de Cleveland.
Le nom « Smush » était à l'origine le surnom de son père et lui a été remis par son oncle Naid, mort quand Parker avait huit ans.

## Biographie

### Jeunesse
Parker a grandi à Brooklyn. Il était assez célèbre dans la rue où il jouait, et a acquis certains surnoms dont Grim Reaper que Parker a tatoué sur son bras droit.

### Draft de la NBA
Après deux saisons avec l'équipe universitaire des Rams de Fordham de l'université Fordham, Smush Parker décide de se rendre éligible pour la draft 2002 de la NBA mais n'est pas choisi.

### Carrière professionnelle
Smush Parker trouve toutefois une équipe prête à le signer : les Cavaliers de Cleveland. Il réalise une saison rookie avec 6,2 points en moyenne par rencontre et dispute 66 matchs dont 18 en tant que titulaire. Parker joue ensuite en Europe avec l'Aris Salonique en Grèce, avec lequel il gagne la Coupe de Grèce en 2004. Il joue la saison suivante pour deux équipes : les Pistons de Détroit et les Suns de Phoenix. Il ne joue que 16 matchs sur l'ensemble de la saison (11 avec Detroit, 5 avec Phoenix) avec une moyenne de 3 points par match.

#### Lakers de Los Angeles
En 2005, Parker arrive aux Lakers de Los Angeles et devient le meneur titulaire de l'équipe en devançant le vétéran Aaron McKie ou encore le Slovène Saša Vujačić. Il dispute 82 matchs, tous en tant que titulaire, et inscrit 20 points dans 4 de ses 5 premiers matchs. Sur la saison il marque 11,5 points et offre 3,7 passes décisives en 33,8 minutes de moyenne par match. La saison suivante, il marque 11,1 points de moyenne par match en 82 matchs dont 80 en tant que titulaire. En play-off Parker perd sa place de titulaire au profit du rookie Jordan Farmar.

#### 2007-2008
Smush Parker signe le 26 juillet 2007 au Heat de Miami. Il y joue 9 matchs et marque en moyenne 4,8 points en 20,3 minutes. En plus de ses contre-performances sur le terrain, Parker a une altercation avec un gardien de parking et est placé sur la liste des joueurs inactifs par le Heat. Le 10 mars 2008, Smush Parker est définitivement retiré de l'effectif de Miami et signe pour les Clippers de Los Angeles le 12 mars. Ses statistiques s'amélioreront un peu : 6,4 points et 3,6 passes en 21,5 minutes de jeu par match et 19 rencontres disputées.

#### 2008-2009
Smush Parker quitte les Clippers et essaie d'intégrer le roster des Nuggets de Denver, mais il est retiré de l'effectif le 23 octobre 2008. Il joue aux Vipers de Rio Grande Valley en D-League (ligue mineure nord-américaine) quand le 11 janvier 2009 il rejoint la formation chinoise des Guangdong Southern Tigers.

## Records sur une rencontre en NBA
Les records personnels de Smush Parker en NBA sont les suivants, :
| Type de statistique        | Saison régulière | Saison régulière           | Saison régulière | Playoffs | Playoffs          | Playoffs      |
| Type de statistique        | Record           | Adversaire                 | Date             | Record   | Adversaire        | Date          |
| -------------------------- | ---------------- | -------------------------- | ---------------- | -------- | ----------------- | ------------- |
| Points                     | 26               | Magic d'Orlando            | 12 janvier 2007  | 18       | Suns de Phoenix   | 28 avril 2006 |
| Paniers marqués            | 10               | Suns de Phoenix            | 8 avril 2007     | 9        | Suns de Phoenix   | 28 avril 2006 |
| Paniers tentés             | 19               | Suns de Phoenix            | 8 avril 2007     | 16       | Suns de Phoenix   | 28 avril 2006 |
| Paniers à 3 points réussis | 6                | @ Jazz de l'Utah           | 26 février 2007  | 1        | 5 fois            | 5 fois        |
| Paniers à 3 points tentés  | 9                | 3 fois                     | 3 fois           | 6        | @ Suns de Phoenix | 6 mai 2006    |
| Lancers francs réussis     | 9                | @ Magic d'Orlando          | 29 janvier 2003  | 4        | 2 fois            | 2 fois        |
| Lancers francs tentés      | 11               | @ Magic d'Orlando          | 29 janvier 2003  | 4        | 2 fois            | 2 fois        |
| Rebonds offensifs          | 4                | Timberwolves du Minnesota  | 18 mars 2007     | 3        | 2 fois            | 2 fois        |
| Rebonds défensifs          | 11               | @ Warriors de Golden State | 14 janvier 2006  | 3        | 3 fois            | 3 fois        |
| Rebonds totaux             | 12               | @ Warriors de Golden State | 14 janvier 2006  | 6        | @ Suns de Phoenix | 23 avril 2006 |
| Passes décisives           | 10               | Rockets de Houston         | 2 avril 2006     | 4        | @ Suns de Phoenix | 6 mai 2006    |
| Interceptions              | 7                | @ Bucks de Milwaukee       | 6 décembre 2005  | 3        | 3 fois            | 3 fois        |
| Contres                    | 2                | 8 fois                     | 8 fois           | 1        | 2 fois            | 2 fois        |
| Balles perdues             | 8                | @ Bobcats de Charlotte     | 3 février 2006   | 3        | 3 fois            | 3 fois        |
| Minutes jouées             | 47               | @ Kings de Sacramento      | 19 janvier 2006  | 43       | @ Suns de Phoenix | 23 avril 2006 |

- Double-double : 2
- Triple-double : 0